# Chlorid ceritý
Chlorid ceritý (CeCl3) je sloučenina ceru a chloru; hygroskopická pevná látka. Na vzduchu rychle pohlcuje vlhkost za vzniku hydrátu proměnlivého složení. Je velmi dobře rozpustný ve vodě a v bezvodé formě také v ethanolu a acetonu.

## Příprava bezvodého CeCl3
Samotné zahřívání hydrátu může vést k hydrolýze.
V použitelné podobě lze chlorid ceritý získat pozvolným, několikahodinovým, zahříváním heptahydrátu na 140 °C ve vakuu. V něm se může nacházet malé množství CeOCl vzniklého hydrolýzou, ovšem je možné jej použít společně s organolithnými i Grignardovými činidly. Čistý bezvodý CeCl3 je možné připravit z hydrátu dehydratací pomalým zahříváním na 400 °C za přítomnosti 4- až 6násobného množství chloridu amonného ve vysokém vakuu nebo zahříváním s přebytkem chloridem thionylu po 3 hodiny.
Dalším způsobem přípravy bezvodého chloridu ceritého je reakce kovového ceru s kyselinou chlorovodíkovou.
Přečištění se většinou provádí sublimací za vysoké teploty ve vysokém vakuu.

## Použití
Chlorid ceritý je možné použít jako výchozí látku na přípravu dalších ceritých solí, jako například trifluormethansulfonátu ceritého, Lewisovy kyseliny používané při Friedelových-Craftsových acylacích a jako katalyzátor při Friedelových-Craftsových alkylacích.
V Lucheově redukci α,β-nenasycených karbonylových sloučenin, často využívané v organické syntéze, se používá CeCl3·7H2O společně s tetrahydridoboritanem sodným; například z karvonu vzniká pouze allylový alkohol 1 a ne nasycený alkohol 2. Za nepřítomnosti CeCl3 vzniká směs obou těchto alkoholů.
Další významné využití v organické syntéze nalézá chlorid ceritý při alkylaci ketonů, kde při použití organolithných sloučenin vznikají enoláty; například sloučenina 3 se za nepřítomnosti CeCl3 přemění na samotný enolát, zatímco je-li přítomen CeCl3, tak dojde k alkylaci:
Bylo zjištěno, že organolithné sloučeniny jsou při této reakci účinnější než Grignardova činidla.